# 伊斯坦堡宣言
伊斯坦堡宣言（英語：Declaration of Istanbul），是國際醫學界對於器官移植與器官捐贈的倫理指引方針。於2008年4月30日至5日1日，由國際器官移植學會於土耳其伊斯坦堡召開的會議後，這個宣言被正式提出。這個宣言針對器官移植旅遊（Transplant Tourism）、器官捐贈與商業行為等議題做出澄清與界定。在這個宣言通過之後，世界上有超過100個國家強化了他們對於器官捐贈的國內法律，反對商業化器官移植與器官移植旅遊。

## 外部連結
- （英文）伊斯坦堡宣言（pdf） （页面存档备份，存于）
- （英文）Declaration of Istanbul （页面存档备份，存于）
- （繁體中文）伊斯坦堡宣言--器官販運和移植旅遊 （页面存档备份，存于） 台灣國際器官移植關懷協會自行翻譯的宣言中文譯文